# Brachysuchus megalodon
Il brachisuco (Brachysuchus megalodon) è un rettile estinto, appartenente ai fitosauri. Visse nel Triassico superiore (Carnico, circa 228 - 223 milioni di anni fa) e i suoi resti fossili sono stati ritrovati in Nordamerica.

## Descrizione
Questo animale, come tutti i fitosauri, era simile a un coccodrillo, con una testa dal muso allungato e armata di denti aguzzi. Il cranio di Brachysuchus era lungo circa 125 centimetri, e si suppone che l'animale intero potesse oltrepassare gli otto metri di lunghezza. Brachysuchus era dotato di un muso allungato, anche se molto più corto rispetto a quello di altri fitosauri simili quali Leptosuchus e Angistorhinus. Il muso era inoltre più ricurvo verso il basso; le orbite erano strette e allungate, e le finestre del cranio erano più piccole e meno arrotondate rispetto a quelle di Angistorhinus. La cresta del rostro era più piccola di quella presente in quest'ultimo genere. La superficie particolarmente rugosa di alcune ossa della zona posteriore del cranio indicano che vi erano zone di inserzione per potenti muscoli delle fauci.  
In generale, sembra che Brachysuchus fosse più grande e robusto degli altri fitosauri suoi contemporanei, e le fauci dovevano avere un morso più potente. Le mandibole di Brachysuchus erano espanse nella parte anteriore e andavano a formare un rigonfiamento che ospitava i denti più grandi. Era presente un grande forame mandibolare, tra l'osso dentale, l'angolare e il prearticolare. I denti di Brachysuchus erano a sezione asimmetrica, e il lato esterno era più convesso di quello interno. I denti erano lunghi e conici; dal nono al ventinovesimo dente vi erano delle scanalature lungo i fianchi, mentre dal trentesimo al quarantanovesimo erano crenulati e a base larga.

## Classificazione
Brachysuchus è un rappresentante arcaico dei fitosauri, un gruppo di rettili arcosauromorfi simili a coccodrilli, tipici del Triassico. In particolare, Brachysuchus è stato accostato al genere Angistorhinus (con il quale è stato spesso confuso), in una posizione basale all'interno della famiglia Phytosauridae ma al di fuori del clade derivato Leptosuchomorpha (Stocker, 2012). 
Brachysuchus megalodon venne descritto per la prima volta nel 1929 da Ermin C. Case, sulla base di un cranio e di uno scheletro parziale ritrovato nella zona di Otis Chalk, nella contea di Howard in Texas, nella formazione Colorado City.

## Paleoecologia
Rispetto ad altri fitosauri, il cranio di Brachysuchus era più corto e robusto, con muscoli possenti e denti molto taglienti. Si suppone quindi che le abitudini alimentari di questo animale fossero differenti da quelle dei suoi stretti parenti; probabilmente era in grado di cibarsi anche di prede corazzate come gli anfibi temnospondili.